# Конатус
Конатус (лат. conatus: усилие, импульс, намерение, склонность, тенденция, попытка, стремление) — термин, использовавшийся в ранних философских концепциях психологии и метафизики, предполагающий «врождённую» склонность «вещи» к продолжению существования и самосовершенствованию. В качестве «вещи» может выступать разум, материя или то и другое сразу. На протяжении тысячелетий философами было создано множество возможных определений данного термина. Значительный вклад в развитие представлений о конатусе внесли такие философы XVII века, как Рене Декарт, Барух Спиноза, Готфрид Лейбниц, Томас Гоббс. Конатус часто отождествляется с инстинктивной «волей к жизни», присущей живым организмам, или с различными метафизическими теориями о движении и инерции. Термин также часто связывают с «Божьей волей» в рамках пантеистических взглядов на природу. Концепция конатуса может разделяться на отдельные его определения для разума и тела, равно как разделяться и применительно к центробежным силам и инерции.
В течение двух с половиной тысячелетий история термина «конатус» представляла собой ряд изменений в понимании его смысла и приложении к конкретным областям. Многие философы один за другим адаптировали термин к собственным взглядам и концепциям, каждый из них развивал его идею по-разному; в связи с этим чёткого и общепризнанного определения конатуса нет до сих пор. Самые ранние авторы, обсуждавшие конатус, писали на латыни, а свои заключения основывали на концепциях древнегреческих мыслителей. Таким образом, термин «конатус» использовался не только как специальный, но и как обычное слово в общем смысле. В связи с этим в старых текстах достаточно сложно отличить его специализированное значение от обычного, что создаёт дополнительную сложность при переводе. Сегодня термин «конатус» в его «специализированном» значении практически не употребляется, потому что, например, в современной физике его заменяют такие понятия, как инерция и сохранение импульса. Тем не менее, концепция конатуса оказала значительное влияние на ряд мыслителей XIX и XX веков, в том числе на Артура Шопенгауэра, Фридриха Ницше и Луи Дюмона.